# Boykinia occidentalis
Espèce
Boykinia occidentalis est une espèce de plantes de la famille des Saxifragacées originaire d'Amérique du Nord.